# Girolamo Seripando

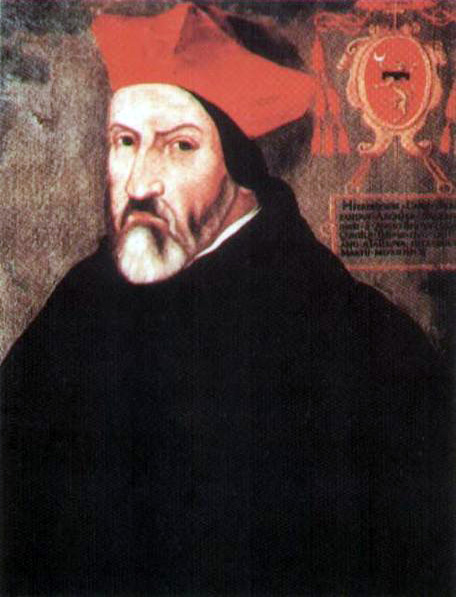
Kardinal Girolamo Seripando

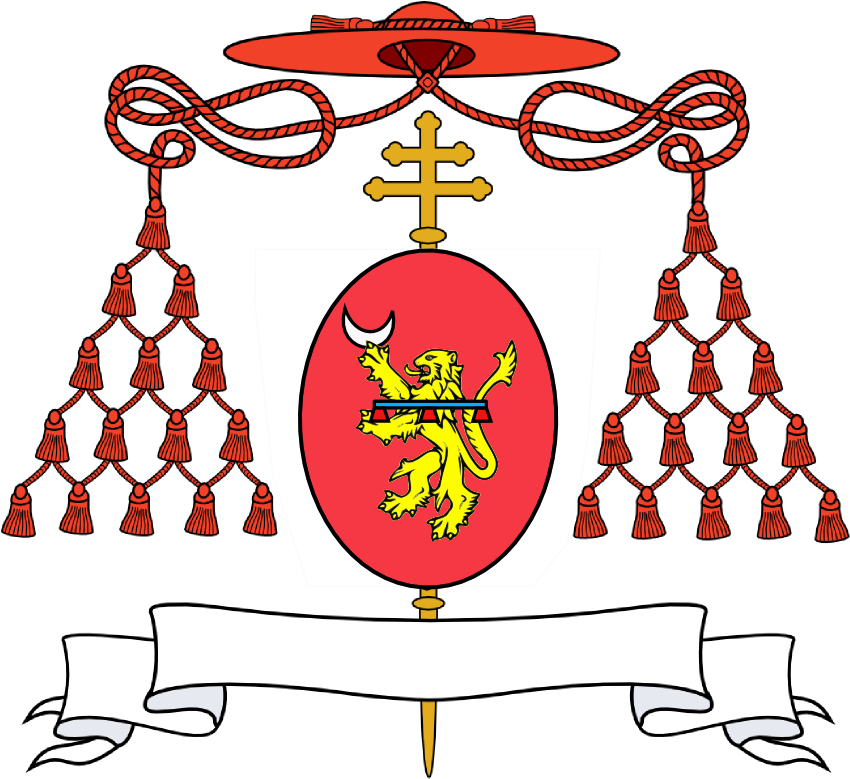
Kardinalswappen (moderne Nachzeichnung)

Girolamo Seripando OESA (* 6. Mai 1493 in Troia; † 17. März 1563 in Trient) war ein italienischer Theologe, Generalprior der Augustiner-Eremiten, Erzbischof von Salerno und Kardinal.

## Leben
Seripando wurde in Troia in Apulien als Sohn der Edelleute Giovanni Ferrante Seripando und Elizabeta Galeotti geboren. In seiner Jugend studierte er zunächst die alten Sprachen Griechisch, Chaldäisch und Hebräisch, daran schloss sich das Studium der Philosophie und Theologie in Neapel an. An der Universität Bologna wurde er schließlich zum Doktor promoviert. Obgleich seine Eltern ihn für eine Anwaltslaufbahn vorgesehen hatten, trat er nach deren Tod am 6. Mai 1507 in den Orden der Eremiten St. Augustinus der Kongregation von San Giovanni a Carbonara in Neapel ein.
1516 zum Priester geweiht, berief ihn der Ordensobere nach Rom und ernannte ihn 1515 zum Lektor in Siena, zwei Jahre später wurde Pater Girolamo Professor der Theologie in Bologna. 1518 schließlich bestellte man ihn auch zum Direktor des Ordensstudiums San Giacomo in Bologna. Fünf Jahre später berief ihn sein Orden in die Leitungsverantwortung: So wurde Seripando 1523 zunächst Generalvikar der Kongregation S. Giovanni a Carbonara in Neapel und von 1532 bis 1534 Generalvikar des gesamten Augustineremitenordens. Das 1539 in Neapel abgehaltene Generalkapitel der Augustiner wählte Girolamo Seripando schließlich zum Generalprior. Zwölf Jahre lang bekleidete er nun dieses Amt des Generaloberen, bevor er 1551 zurücktrat.
Er diente in den Anfangssitzungen des Konzils von Trient in den Jahren 1545–1547/1548 als theologisches Ratsmitglied, und sein Beitrag war von großem Wert. Seripando betonte den Vorrang der Heiligen Schrift vor der Tradition und die Bedeutung des Studiums biblischer Sprachen.
Im Pontifikat Pauls III. (1535–1548) wurde Seripando auch in der päpstlichen Diplomatie tätig: Rom übertrug ihm Gesandtschaften zum Kaiser und zum König von Frankreich. Eine Berufung auf den bischöflichen Stuhl von Aquila lehnte er jedoch ab. Nach seinem Rücktritt als Generalprior der Augustiner 1551 zog Seripando sich in ein kleines Kloster zurück. Zwei Jahre später, im Jahr 1553, schickte ihn die Stadt Neapel auf eine Mission zu Kaiser Karl V., der sich in Brüssel aufhielt.
1554 wurde Seripando zum Erzbischof von Salerno gewählt. Papst Pius IV. erhob ihn im Konsistorium vom 26. Februar 1561 zur Kardinalswürde und ernannte ihn am 10. März des Jahres bei der Übergabe des Galeros zum Kardinalpriester der Titelkirche Santa Susanna. Im Jahr darauf betraute ihn der Papst mit dem Amt eines Legaten bei der 3. Tagungsperiode (1562/63) des Trienter Konzils. Dort leitete er vor allem die Arbeit über die dogmatischen Bestimmungen. Kardinal Seripandos Ansicht, ein Bischof müsse in seiner Diözese leben, führte zu einem Konflikt mit dem Pius IV., worauf dieser ihn nach Rom zurückrief. Seripando starb jedoch plötzlich in Trient. Er hinterließ viele Werke, unter anderem Kommentare zu den Paulusbriefen und zum Konzil von Trient.